# Balladyna

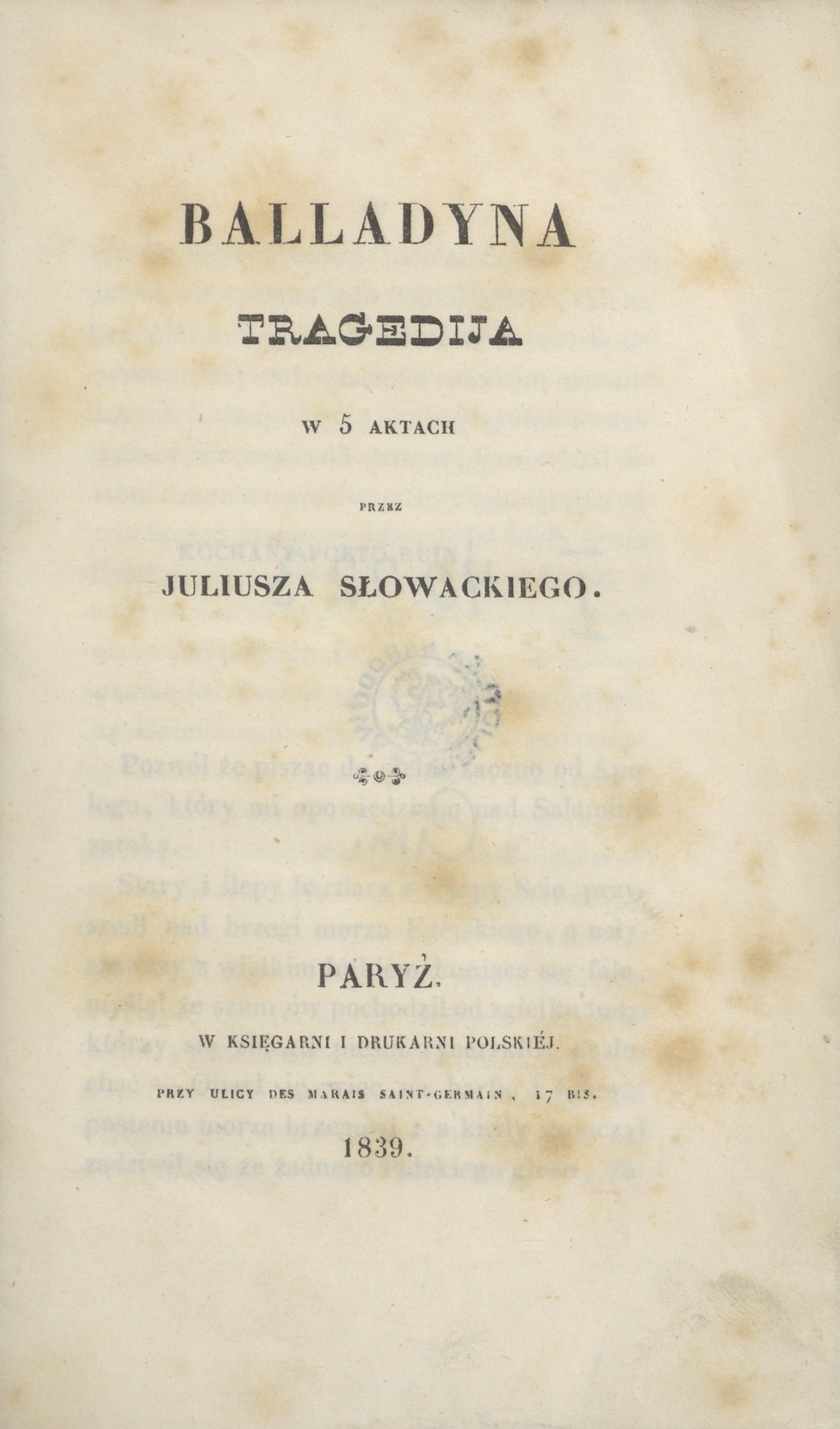
Strona tytułowa pierwszego wydania (Paryż, 1839)

Balladyna – dramat romantyczny w pięciu aktach, napisany przez Juliusza Słowackiego w Genewie w 1834 roku, a wydany w Paryżu w roku 1839.

## Opis dramatu
Dramat miał być prawdopodobnie jedną z sześciu części planowanego przez Słowackiego cyklu kronik o bajecznych dziejach narodu (kontynuację zamysłu stanowiła Lilla Weneda). Na początku utworu znajduje się list dedykacyjny (Apologon) poświęcający Balladynę Zygmuntowi Krasińskiemu, autorowi Irydiona, który wysoko cenił utwór Słowackiego. Prapremiera sceniczna Balladyny odbyła się 7 marca 1862 w Teatrze im. Stanisława hr. Skarbka we Lwowie.
Balladyna to również imię głównej bohaterki wspomnianego utworu. Utwór Słowackiego to opowieść o żądzy władzy i o dorastaniu do roli zbrodniarza. Nie przypadkiem imię głównej bohaterki nawiązuje do ballady, w której zazwyczaj pojawiają się motywy fantastyczne i elementy wierzeń ludowych.

## Rękopis
Rękopis „Balladyny”, będący kompletnym czystopisem dramatu, znajduje się w zbiorach Biblioteki Narodowej (sygnatura Rps 6001 II). Składa się on z 84 oprawionych kart o wymiarach 24,5×18 cm. Tekst rękopisu zapisany jest drobnym pismem, bez wskazówek dla drukarni, z nielicznymi poprawkami, staranniej niż w innych znanych rękopisach Słowackiego.
W porównaniu do pierwodruku dramatu występują drobne różnice (m.in. oryginalny tytuł dzieła na formę Balladina). Pierwodruk Balladyny został przygotowany na podstawie innego rękopisu, nieznanego dzisiaj, który to autograf Słowacki przesłał w 1838 swojemu wydawcy Eustachemu Januszkiewiczowi. Przypuszcza się, że pierwodruk został przeredagowany bez zgody autora, co sugerują słowa z testamentu Słowackiego: „Beniowskiego poprawić według egzemplarza u mnie będącego, Balladynę podług manuskryptu” (być może chodzi o czystopis znajdujący się obecnie w Bibliotece Narodowej). Tekst zachowanego rękopisu po raz pierwszy został odczytany i skomentowany w 1927 przez Józefa Kallenbacha, zaś w latach 50. XX w. ustalenia te zweryfikował Eugeniusz Sawrymowicz. Rękopis służył wielokrotnie tekstologom opracowującym kolejne edycje dzieł Juliusza Słowackiego.
Rękopis został podarowany przez Słowackiego Józefowi Reitzenheimowi, a następnie w 1874 przez Reitzenheima Stanisławowi Tarnowskiemu, o czym informuje notatka: Rękopism własnoręczny Słowackiego darowany przez niego przyjacielowi jego panu Józefowi Reitzenheimowi, a przez tego mnie, w Paryżu w kwietniu 1874. St. Tarnowski. W 1937 rękopis został odkupiony od Zdzisława Tarnowskiego, bratanka Stanisława, przez Bibliotekę Narodową.
W 1939, z okazji 130. rocznicy urodzin Juliusza Słowackiego, w Krzemieńcu zorganizowano wystawę, na potrzeby której Biblioteka Narodowa wypożyczyła m.in. posiadany rękopis Balladyny. Rękopis wraz z częścią zbiorów wrócił do Warszawy pod koniec 1943 dzięki staraniom polskich bibliotekarzy związanych z utworzoną przez okupanta Biblioteką Państwową oraz wsparciu niemieckiego kierownika bibliotek warszawskich Wilhelma Wittego. Józef Grycz, będący polskim mężem zaufania przy bibliotece okupacyjnej, umieścił rękopis oraz inne zbiory w swoim gabinecie przy ul. Rakowieckiej, a po upadku powstania warszawskiego, zdecydował się wydać zbiory niemieckiemu wojskowemu, który miał zorganizować wywózkę najcenniejszych zbiorów kulturalnych z Warszawy. Grycz, wiedząc o niemieckich planach spalenia Warszawy, zakładał, że jest szansa, by w przyszłości rewindykować wywiezione zbiory, zaś pozostawienie ich w Warszawie narazi je na nieodwracalne zniszczenie. Niemcy wywieźli zbiory wraz z rękopisem do zamku Fischhorn w Zell am See w Austrii, skąd wróciły do Polski w 1946. W 2021 rękopis został wpisany na Polską Listę Krajową Programu UNESCO „Pamięć Świata”. Od 2024 rękopis prezentowany jest na wystawie stałej w Pałacu Rzeczypospolitej.

## Treść

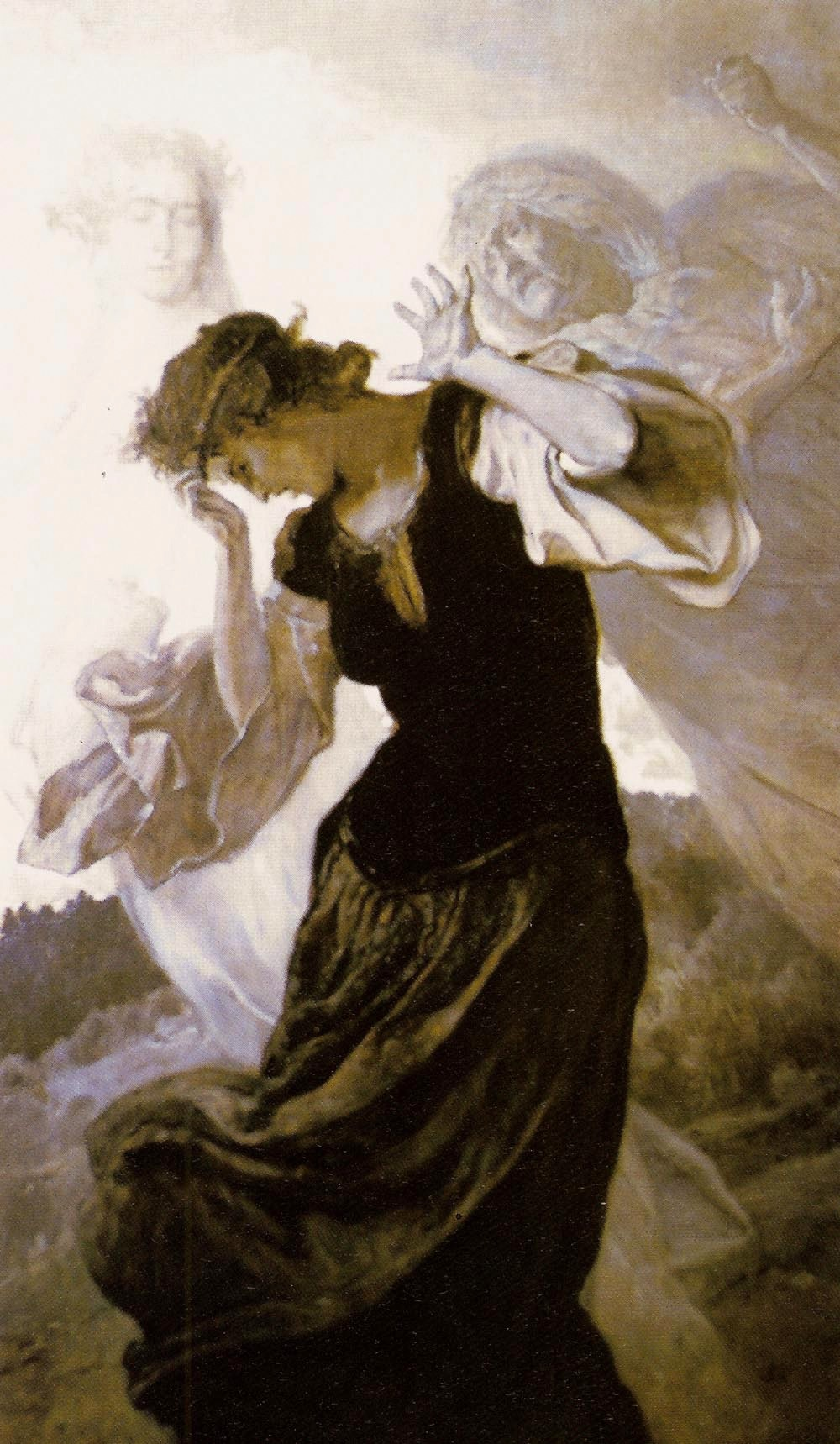
Balladyna – obraz olejny Wojciecha Gersona, 1900

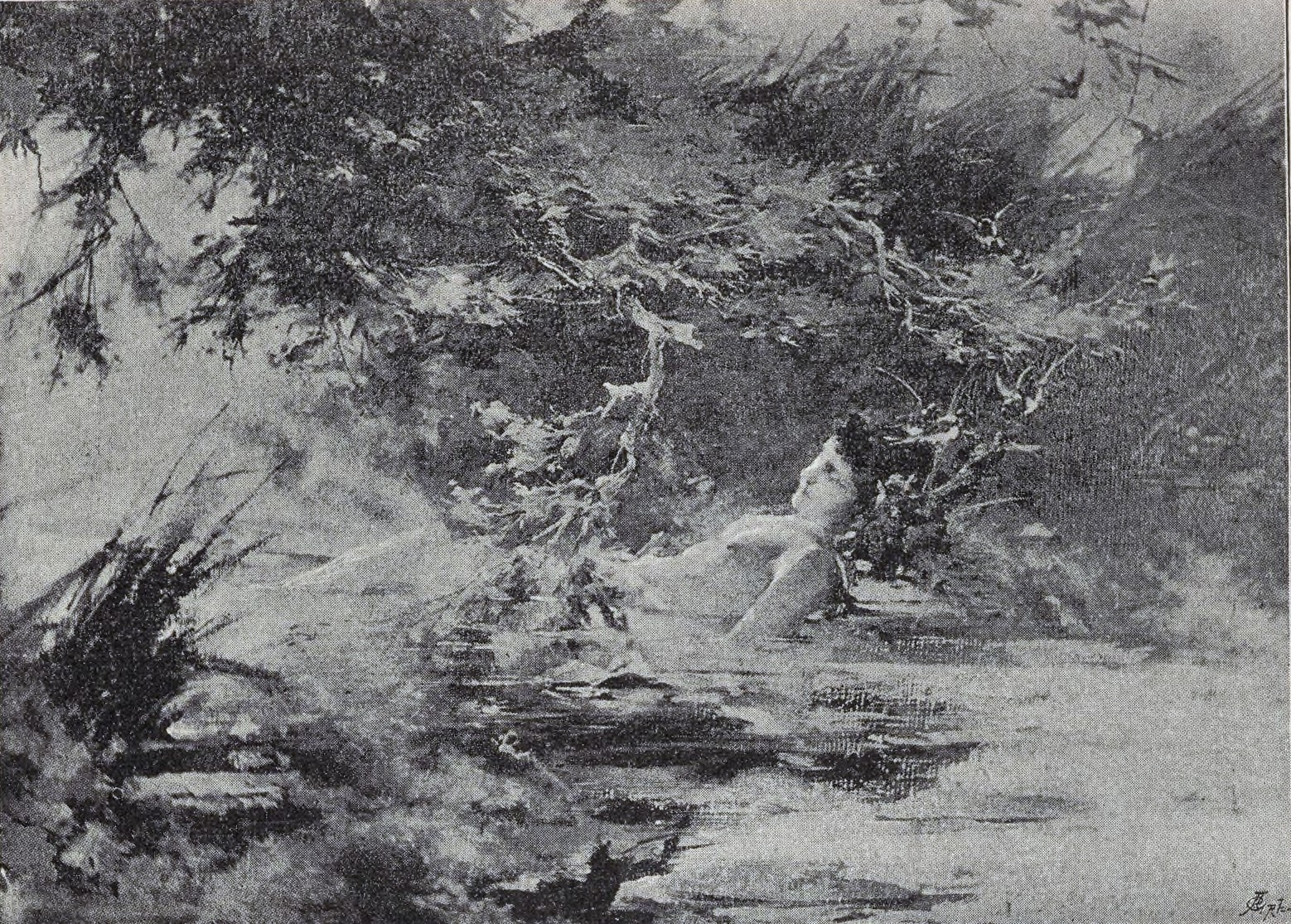
Goplana – obraz Kazimierza Alchimowicza, 1881

Balladyna i Alina to siostry, mieszkające wraz z matką w ubogiej chacie w lesie. Nimfa, królowa jeziora Gopła, Goplana, zakochana w kochanku Balladyny, Grabcu, przez swą zazdrość miesza się w ludzkie sprawy i gmatwa ich losy. Do chaty sióstr przyjeżdża bogaty hrabia Kirkor, wiedziony tam przez sługę Goplany, Skierkę. Goplana ma nadzieję, że Kirkor zakocha się w Balladynie, a wtedy Grabiec zostanie tylko dla niej. Jednak jej sługa, Skierka, sprawia, że hrabia zakochuje się w obu siostrach.
Żeby zdobyć męża, dziewczęta współzawodniczą w zbieraniu malin. Ta z sióstr, która pierwsza zbierze pełny dzbanek, ma wziąć Kirkora za męża. Gdy okazuje się, że Alina wygrywa, Balladyna zabija ją nożem. Jedynym świadkiem tej zbrodni jest Grabiec przemieniony przez Goplanę w płaczącą wierzbę. W domu Balladyna tłumaczy nieobecność swej siostry tym, iż Alina uciekła z kochankiem. O zbrodni przypomina Balladynie krwawa plama na czole, niedająca się zmyć, oraz dręczące ją koszmary i wyrzuty sumienia. Ciało Aliny odnajduje pasterz Filon i zakochuje się w martwej dziewczynie.
Tuż po ślubie Kirkor wyjeżdża na bitwę pod Gnieznem, by odzyskać tron dla prawowitego króla, Popiela III, który został wygnany ze swego pałacu i mieszka w lesie jako pustelnik. Do zamku mają wkrótce przyjechać weselni goście. Balladyna wstydzi się swej matki, każe ją zamknąć w wieży. Między Balladyną a Fon Kostrynem, rycerzem Kirkora, nawiązuje się romans. Balladyna udaje się do Pustelnika, by zlikwidował plamę z jej czoła. Ten jednak potrafi czytać z ludzkich serc – poznaje prawdę o zbrodni. Scenę obserwuje Kostryn, zna sekret kochanki. Wspólnie zabijają (choć to Balladyna zadaje śmiertelny cios) posłańca od księcia, rycerza Gralona, który przywiózł skrzynię dla Balladyny, prezent od męża – ta śmierć nie była konieczna, ale w ten sposób kochankowie stają się wspólnikami w zbrodni, a o to chodziło Kostrynowi.
Odbywa się uczta w zamku, na której jest obecny m.in. Grabiec w przebraniu dzwonkowego króla, które sprawiła mu Goplana, oraz sługi nimfy: Skierka i Chochlik. Balladyna wypiera się swojej matki i każe wygnać ją z pałacu. Na dźwięk melodii granej przez Chochlika i tajemniczego śpiewu opowiadającego historię jej zbrodni, Balladyna popada w obłęd. Słyszy głosy z zaświatów, ukazuje jej się duch Aliny, odpędza go, aż wreszcie mdleje. W nocy Balladyna zabija śpiącego Grabca. Razem z kochankiem zabierają mu koronę Popielów – symbol prawowitej władzy królewskiej, którą Grabiec dostał od Goplany – po czym wyruszają ze swoją armią do Gniezna, by objąć władzę.
W bitwie Fon Kostryn pokonuje wojska Kirkora, zaś sam Kirkor ginie na polu walki. Po bitwie Balladyna pozbywa się Fon Kostryna, podając mu kawałek chleba ukrojony zatrutym nożem. Wkrótce Kostryn umiera w męczarniach, przed śmiercią ostrzegając przed rządami Balladyny.
Balladyna zostaje królową. Kanclerz informuje ją, że zgodnie z tradycją nowa władczyni powinna rozstrzygnąć kilka spraw sądowych wnoszonych przez poddanych. Pierwsza jest sprawa o otrucie Fon Kostryna wniesiona przez lekarzy. Balladyna zmuszona jest wydać na nieznanego zabójcę wyrok śmierci. Następna jest sprawa o zabójstwo Aliny wniesiona przez Filona – również w tym przypadku Balladyna skazuje nieodnalezionego mordercę na śmierć. Do pałacu wkracza wdowa, matka Balladyny, oślepiona piorunem, skarżąc się na córkę, która wyparła się swojej matki i wygnała ją z zamku w trakcie burzy. Nie chce jednak zdradzić imienia córki i umiera na torturach. To właśnie Balladyna–królowa jest wyrodną córką. Zmuszona przez kanclerza do wydania wyroku ponownie orzeka karę śmierci.
Ten potrójny wyrok na Balladynie wykonuje sam Bóg – uderza piorunem, zabijając ją.

## Bohaterowie dramatu

### Postacie realistyczne
- Balladyna – główna (tytułowa) bohaterka; córka ubogiej wdowy; rozpieszczana i faworyzowana przez matkę; bezwzględnie dążąca do władzy; ukochana Grabca; żona Kirkora; kochanka Fon Kostryna, którego zabiła; wydała na siebie wyrok śmierci (została uśmiercona przez uderzenie piorunem). Miała czarne włosy, ciemne oczy i alabastrową cerę.
- Alina – młodsza siostra Balladyny. Była szczerą, uczciwą oraz niezwykle pracowitą dziewczyną o dobrym sercu. Zawsze skora do żartów i uśmiechu. Kochała matkę i siostrę ponad wszystko. Podczas zbierania malin, uzbierała dzban owoców, który była nawet gotowa oddać siostrze, gdyby ta poprosiła. Została jednak zamordowana przez Balladynę. Alina była bardzo piękna. Miała długi, złocisty warkocz, wesołe, niebieskie oczy i różane policzki.
- Wdowa – matka Balladyny i Aliny; stara wdowa; wygnana z zamku; oślepiona przez piorun; ginie na torturach nie chcąc wyjawić imienia złej córki, gdyż wie że skazałaby w ten sposób Balladynę na śmierć.
- Kirkor – bogaty książę, szukający za radą Pustelnika ubogiej, wiejskiej dziewczyny za żonę; starał się przywrócić gnieźnieński tron dla prawowitego władcy – Popiela III (pustelnika); ginie w walce z wojskiem Balladyny i Kostryna.
- Pustelnik – król Popiel III; zrzucony z tronu i wygnany z zamku przez swojego brata, który rozkazał zabić jego dzieci i sam objął władzę w Gnieźnie; zabity na rozkaz Balladyny.
- Grabiec – syn zakrystiana, pijak, kochanek Balladyny i obiekt uczuć Goplany, jako płacząca wierzba świadek zbrodni na Alinie, jako dzwonkowy król gość na uczcie weselnej; we śnie zabity przez Balladynę.
- Filon – pasterz, typowy romantyczny bohater, beznadziejnie szukający miłości; odnajduje martwą Alinę i zakochuje się w niej od pierwszego wejrzenia.
- Fon Kostryn – podaje się za niemieckiego grafa, ale jest synem wisielca, rycerz Kirkora, pod nieobecność księcia ma się opiekować Balladyną, tymczasem staje się jej kochankiem, później ginie z jej ręki.
- Gralon – posłaniec od Kirkora, bez potrzeby zamordowany przez Balladynę i Kostryna.
- Kanclerz – pomagał Balladynie w osądzaniu zbrodniarzy.
- Wawel – dziejopis, prowadzi rozmowę z publicznością w epilogu; badacze literatury dopatrywali się w nim uosobienia Joachima Lelewela.
- Lekarz – stwierdził zatrucie u Fon Kostryna.

### Postacie fantastyczne
- Goplana – nimfa, królowa jeziora Gopło, zakochała się w Grabcu, gdy uratowała mu życie wyciągając go z jeziora.
- Skierka – oddany i pracowity sługa Goplany, za sprawą jego czarów Kirkor zakochuje się jednocześnie w Alinie i Balladynie.
- Chochlik – leniwy, marudny i nieuczciwy sługa Goplany.
- Duch Aliny – ukazany jako biały Duch.

## Adaptacje i inscenizacje utworu

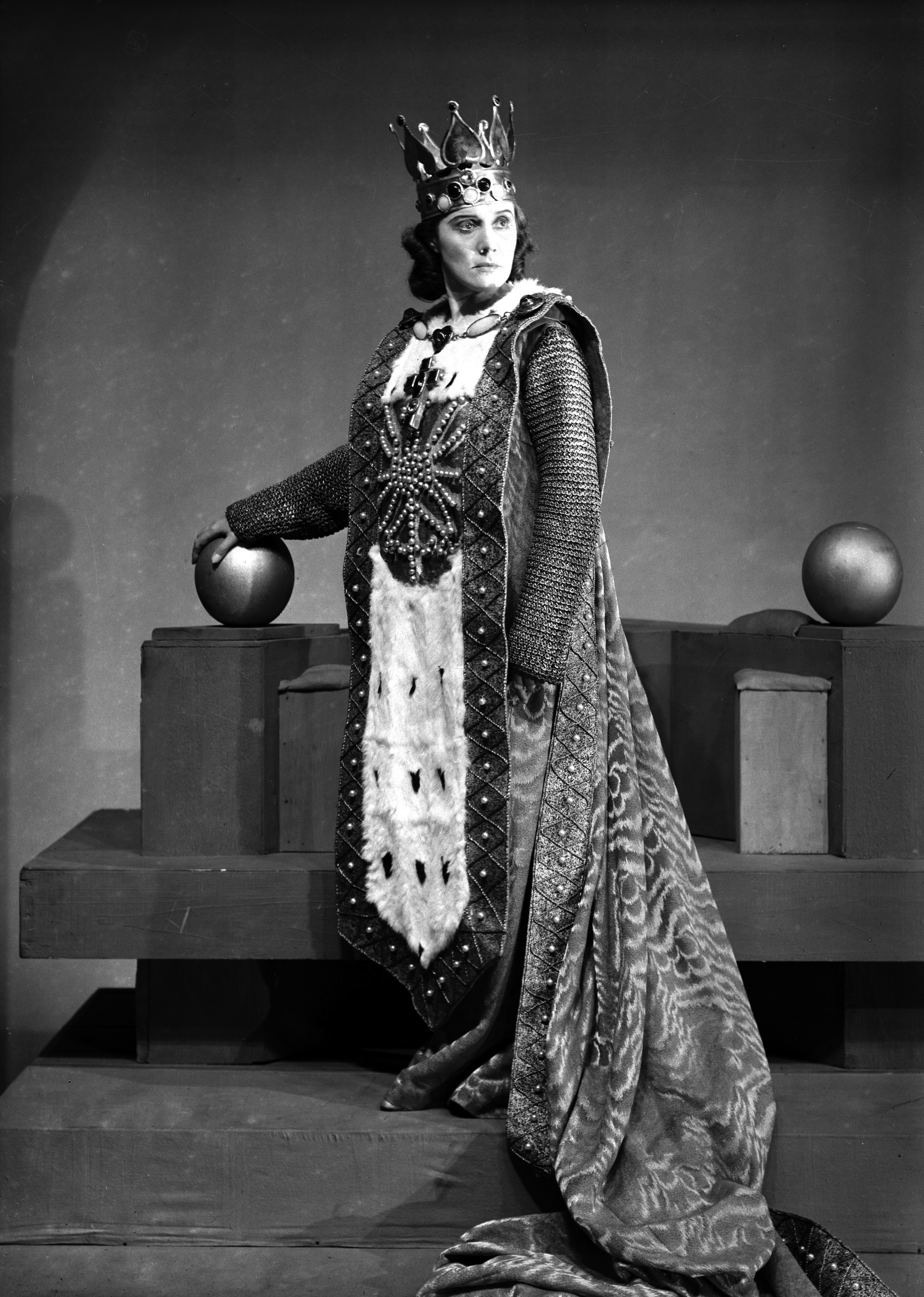
Zofia Jaroszewska w roli Balladyny, Teatr im. Juliusza Słowackiego w Krakowie 1938

- Na motywach Balladyny osnuta jest opera Goplana Władysława Żeleńskiego napisana w 1896 roku do libretta Ludomiła Germana[13]
- Na podstawie Balladyny powstała adaptacja Balladyna 68 Jeremiego Przybory na potrzeby Teatru Niedużego
- Najsłynniejsza teatralną inscenizacją utworu był spektakl w reżyserii Adama Hanuszkiewicza z Anną Chodakowską w Teatrze Narodowym w Warszawie – premiera 1974[14]
- W 1994 Baśniową Balladynę wystawił w Teatrze Powszechnym Jarosław Kiljan – Balladynę zagrała Dorota Landowska[15]
- W 1996 Hanuszkiewicz zrealizował Balladynę powtórnie, w roli Balladyny wystąpiła Edyta Jungowska[16]
- W 2009 roku powstała pierwsza filmowa, współczesna adaptacja Balladyny wyreżyserowana przez Dariusza Zawiślaka z udziałem amerykańskiej gwiazdy filmowej Faye Dunaway[17]. Film powstał z okazji dwusetnej rocznicy urodzin Juliusza Słowackiego, która przypada 4 września 2009 roku.
- W 2009 roku reżyser filmu Dariusz Zawiślak wraz z aktorkami Anną Gorajek i Katarzyną Kreczmer nagrali audiobook Balladyny jako próbę czytaną utworu pod kątem współczesnej inscenizacji wraz z opracowaniem. Płyta trwa 4 godz 45 min i jest dodatkiem do komiksu Balladyna. Dostępna jest również do ściągnięcia w pliku mp3 na specjalistycznych stronach audiotek.
- W listopadzie 2018 odbyła się brytyjska premiera Balladyny w londyńskim teatrze Drayton Arms Theatre, z aktorką Anną Krauze w tytułowej roli. Sztukę w tłumaczeniu profesora Billa Johnstona wyreżyserowała Emma Blacklay-Piech.